# Jacques Gamblin
Pour les articles homonymes, voir Gamblin.
Jacques Gamblin, né le 16 novembre 1957 à Granville, est un acteur et auteur de théâtre français.

## Biographie

### Jeunesse et formation
Né le 16 novembre 1957 à Granville, Jacques Gamblin est le seul fils (il a une soeur de deux ans son aînée) d'un couple de commerçants qui tiennent une quincaillerie, Jacqueline Grosse et Jean Gamblin, qui se rencontrent alors que son père est vendeur à la quincaillerie familiale de son grand-père maternel Jean Grosse.
À l'origine, Jacques Gamblin ne se destinait pas au métier d'acteur. Lors d'un court stage de théâtre en été, qu'il suit à 17 ans pour devenir moniteur de colonie de vacances, il rencontre Hubert Lenoir, directeur du Théâtre du Totem installé à Saint-Brieuc. Ce dernier propose à Jacques Gamblin de le former et d'entrer dans la compagnie comme technicien. Après deux ans de ce travail, il passe de l'autre côté de la rampe et devient comédien. Il arrête un an plus tard et commence une formation de menuisier qu'il interrompt pour retourner jouer dans la compagnie qu'il quitte après avoir interprété trois ou quatre créations.

### Carrière
Il travaille ensuite au Théâtre de l'Instant à Brest puis au Théâtre Quotidien de Lorient où il joue dans Le Cid mis en scène par Pierre Debauche. Ce spectacle se produit en tournée au Moyen-Orient puis au Théâtre des Amandiers à Nanterre où Jacques est repéré par Claude Yersin et engagé comme permanent à la Comédie de Caen dirigée à l'époque par Michel Dubois. Il y reste deux années et joue dans quatre spectacles dont L'étang Gris de Daniel Besnehard et La Double Inconstance de Marivaux. Après quoi il retrouve l'intermittence en travaillant dans différentes compagnies et fait ses débuts dans des fictions de télévision puis dans des longs métrages de cinéma.
Claude Lelouch le révèle au grand public, avec Tout ça... pour ça !, entre autres. Le succès de Pédale douce de Gabriel Aghion, en 1995, lui permet de s'affirmer. Mademoiselle de Philippe Lioret, Laissez-passer de Bertrand Tavernier, Les Enfants du marais de Jean Becker, Le Premier Jour du reste de ta vie de Rémi Bezançon ou encore Le Nom des gens de Michel Leclerc confirment sa popularité.
Jacques Gamblin est l’auteur de plusieurs pièces de théâtre comme Quincaillerie et Le Toucher de la hanche (1997). Le 28 novembre 2015, il crée la surprise en lisant Mon climat, un long discours qu'il a écrit dans le cadre du Parlement sensible des écrivains, lors de la journée Autrement le monde ? Poésies & écologies, au Lieu unique, à Nantes,. Le discours Mon climat a été rejoué par Jacques Gamblin lors du festival Utopie : Point Zéro le 28 septembre 2019 à Vigneux-de-Bretagne.
En 2022, durant la 33e cérémonie des Molières, il remporte le Molière du comédien dans un spectacle de théâtre public pour son rôle dans la pièce Harvey de Mary Chase et mise en scène par Laurent Pelly.

### Famille
Jacques Gamblin a une fille, née le 16 juin 1997[réf. souhaitée].

## Filmographie

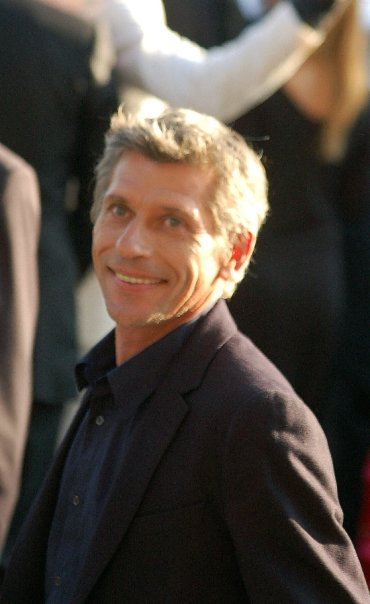
Jacques Gamblin au festival de Cannes 2007.

### Cinéma
- 1985 : Train d'enfer de Roger Hanin
- 1988 : Périgord noir de Nicolas Ribowski : Rémi
- 1989 : Il y a des jours... et des lunes de Claude Lelouch : le mari de Caroline
- 1991 : Terre Rouge de Eve Heinrich et Jérôme Colin : Virgile
- 1992 : La Belle Histoire de Claude Lelouch
- 1992 : La Femme à abattre de Guy Pinon
- 1993 : Tout ça... pour ça ! de Claude Lelouch
- 1993 : Les Braqueuses de Jean-Paul Salomé : Thierry
- 1994 : Au petit Marguery de Laurent Bénégui : Barnabé
- 1995 : À la vie, à la mort ! de Robert Guédiguian : Patrick
- 1995 : Les Misérables de Claude Lelouch : le bedeau
- 1995 : Mon homme de Bertrand Blier : client
- 1995 : Pédale douce de Gabriel Aghion : André Lemoine
- 1995 : Sans soucis de Jean-Michel Isabel (court-métrage)
- 1995 : Une histoire d'amour à la con de Henri-Paul Korchia : Gérard Delmont
- 1996 : Tenue correcte exigée de Philippe Lioret : Richard Poulenc
- 1997 : Kanzō-sensei de Shohei Imamura : Piet
- 1997 : Mauvais Genre de Laurent Bénégui : Martial
- 1998 : Au cœur du mensonge de Claude Chabrol : René Stern
- 1999 : Les Enfants du marais de Jean Becker : Garriss
- 2000 : Bella ciao de Stéphane Giusti : Orfeo Mancini
- 2000 : Mademoiselle de Philippe Lioret : Pierre Cassini
- 2001 : Carnages de Delphine Gleize : Jacques
- 2001 : Laissez-passer de Bertrand Tavernier : Jean Devaivre
- 2002 : À la petite semaine de Sam Karmann : Francis
- 2003 : 25 degrés en hiver de Stéphane Vuillet : Miguel
- 2003 : Les Clefs de bagnole de Laurent Baffie : lui-même
- 2004 : Holy Lola de Bertrand Tavernier : Pierre Ceyssac
- 2005 : L'Enfer de Danis Tanovic : Pierre
- 2006 : Serko de Joël Farges : Fragonard
- 2006 : Les Brigades du Tigre de Jérôme Cornuau : Jules Bonnot
- 2006 : Les Irréductibles de Renaud Bertrand : Michel
- 2007 : Fragile(s) de Martin Valente : Vince
- 2007 : Nos retrouvailles de David Oelhoffen : Gabriel
- 2008 : Enfin veuve d'Isabelle Mergault : Léo
- 2008 : Le Premier Jour du reste de ta vie de Rémi Bezançon : Robert Duval
- 2009 : Bellamy de Claude Chabrol : Noël Gentil / Emile Leullet / Denis Leprince
- 2009 : Home de Yann Arthus-Bertrand : voix off de la version cinéma
- 2009 : Moi, Van Gogh de François Bertrand (court-métrage, voix)
- 2010 : Nous trois de Renaud Bertrand : le père
- 2010 : Le Nom des gens de Michel Leclerc : Arthur Martin
- 2011 : Ni à vendre ni à louer de Pascal Rabaté : Monsieur Cerf-volant
- 2011 : Le Premier Homme de Gianni Amelio : Jacques Cormery
- 2012 : À l'aveugle de Xavier Palud : Commandant Philippe Lassalle
- 2013 : Le jour attendra d'Edgar Marie : Victor
- 2014 : De toutes nos forces de Nils Tavernier : Paul Amblard
- 2014 : Week-ends d'Anne Villacèque : Jean
- 2014 : 24 jours d'Alexandre Arcady : Commandant Delcour
- 2014 : Hippocrate de Thomas Lilti : Professeur Barois
- 2016 : Père fils thérapie ! d'Émile Gaudreault : Charles Perronet
- 2016 : Verdon secret de François Bertrand : narrateur (moyen métrage)
- 2018 : L'Incroyable Histoire du facteur Cheval de Nils Tavernier : Ferdinand Cheval
- 2018 : Népal, par-delà les nuages d'Éric Valli : narrateur
- 2022 : On sourit pour la photo de François Uzan : Thierry Hamelin
- 2022 : Le Tigre et le Président de Jean-Marc Peyrefitte : Paul Deschanel
- 2022 : Les Secrets de mon père de Véra Belmont : Henri Kichka (film d'animation)
- 2023 : L'Homme debout de Florence Vignon : Henri Giffard
- 2025: Connemara d'Alex Lutz : Gérard

### Télévision

#### Séries télévisées, téléfilms et documentaires
- 1986 : L'Été 36 d'Yves Robert : Alain Mercier
- 1990 : Le Vagabond des mers de José Varela
- 1991 : Années de plumes, années de plomb de Nicolas Ribowski : Mahler
- 1992 : C'est mon histoire: Présumé coupable de Pierre Joassin : Julien Delorme
- 1994 : Couchettes express de Luc Béraud : Antoine
- 1994 : Les Brouches d'Alain Tasma : Pierre
- 1996 : Les Clients d'Avrenos de Philippe Venault : Bernard de Jonsac
- 1996 : La Bougeotte de Jean-Claude Morin et Marie-France Briselance : Pierre
- 2002 : Dissonances de Jérôme Cornuau : Nat
- 2004 : Le Voyageur sans bagage de Pierre Boutron : Gaston
- 2007 : Les Oubliées de Hervé Hadmar : Christian Janvier
- 2011 : L'Infiltré de Giacomo Battiato : Michel Carrat
- 2011 : Une vie française de Jean-Pierre Sinapi : Paul Blick
- 2012 : Mémoires de volcans (documentaire) de François de Riberolles : voix du narrateur
- 2014 : D-DAY, ils ont inventé le débarquement (documentaire) de Marc Jampolsky : voix du narrateur
- 2014 : Ils ont libéré Paris (documentaire) de Serge de Sampigny : voix du narrateur
- 2015 : Pétain, un héros si populaire (documentaire) de Serge de Sampigny : voix du narrateur
- 2015 : Verdun, ils ne passeront pas (documentaire) de Serge de Sampigny : voix du narrateur
- 2015 : En sortant de l'école, collection de courts-métrages d'animation dédiés à la poésie de Robert Desnos : Voix aux côtés de Romane Bohringer et Françoise Bertin
- 2017 : Histoires d'arbres, série documentaire Arte (voix off)
- 2021 : Le grain de sable dans la machine d'Alain de Halleux (documentaire, voix off)

#### Série d'animation
- 2016 : Blaise; série d'animation adaptée de la série de bande dessinée de Dimitri Planchon, conçue et écrite par Dimitri Planchon, réalisée par Jean-Paul Guigue, pour Arte, dans un format de 3 minutes, pour trente épisodes[8] : le père de Blaise[9].

## Théâtre

### Comédien
- George Dandin de Molière, mise en scène Bernard Lotti
- Le Cid de Corneille, mise en scène Pierre Debauche
- Marion du Faouët, mise en scène Robert Angebaud
- Le Fétichiste de Michel Tournier, mise en scène Anne Pekoslawska
- Borgnefesse, mise en scène Jean-Paul Audrain, Dieppe, Théâtre de Caen
- 1978 : La Ballade de Billy Peau d'Argile
- 1982 : L'Étang gris de Daniel Besnehard, mise en scène Claude Yersin, Théâtre de Caen
- 1983 : La Silhouette et l'effigie de Théophile de Viau, Georges Perec, mise en scène Jean-Pierre Sarrazac, Théâtre de Caen
- 1983 : La Rosalie, Printemps 17 textes historiques, mise en scène Jean-Claude Frissung, Théâtre de Caen
- 1983 : L'Endroit marqué d'une croix et De l'huile d'Eugène O'Neill, mise en scène Claude Yersin, Théâtre de Caen, Nouveau théâtre d'Angers
- 1983 : Actes relatifs à la vie, à la mort et à l'œuvre de Monsieur Raymond Roussel, homme de lettres de Raymond Roussel, Leonardo Sciascia, mise en scène Michel Dubois, Théâtre de Caen
- 1983 : La Ballade de Billy
- 1984 : La Double Inconstance de Marivaux, mise en scène Michel Dubois, Théâtre de Caen
- 1984 : La Tour d'amour de Rachilde, mise en scène Jeanne Champagne, Théâtre Essaïon
- 1986 : Le Malheur indifférent de Peter Handke, mise en scène Jeanne Champagne, Festival d'Avignon
- 1986 : V. ou La Chasse à l'amour de Violette Leduc, mise en scène Agnès Célérier, Comédie de Saint-Étienne
- 1987 : La Ronde d'Arthur Schnitzler, mise en scène Alfredo Arias, Théâtre national de l'Odéon
- 1988 : La Reconstitution de Bernard Noël, mise en scène Charles Tordjman, Théâtre national de Strasbourg
- 1989 : Le Prince travesti de Marivaux, mise en scène Jean-Louis Martinelli, Théâtre de Lyon, Théâtre 71 Malakoff, Théâtre de Cherbourg
- 1990 : Bérénice de Racine, mise en scène Jacques Lassalle, Théâtre national de Strasbourg
- 1991 : Bérénice de Racine, mise en scène Jacques Lassalle, Théâtre des Treize Vents Opéra Comédie, Nouveau théâtre d'Angers
- 1991 : L'Annonce faite à Marie de Paul Claudel, mise en scène Philippe Adrien, Théâtre de la Tempête
- 1991 : Quincailleries de Jacques Gamblin, mise en scène Yves Babin, Comédie de Caen
- 1992 : Le Baladin du monde occidental de John Millington Synge, mise en scène Philippe Adrien, Théâtre de la Tempête
- 1992 : Quincailleries de Jacques Gamblin, mise en scène Yves Babin, Théâtre de la Tempête
- 1992 : Vendredi, jour de liberté d'Hugo Claus, mise en scène Catherine de Seyne
- 1993 : Quincailleries de Jacques Gamblin, mise en scène Yves Babin, Nouveau théâtre d'Angers
- 1994 : Gustave n'est pas moderne d'Armando Llamas, mise en scène Philippe Adrien, Théâtre de la Tempête, Théâtre national de la Colline
- 1994 : Est-ouest de Georges Bensoussan, Lecture Festival d'Avignon
- 1996 : Le Château d'après Franz Kafka, mise en scène Giorgio Barberio Corsetti, Théâtre national de Bretagne
- 1997 : Le Toucher de la hanche de Jacques Gamblin, mise en scène Jean-Michel Isabel, chorégraphie de Catherine Berbessou, Théâtre national de Bretagne, Théâtre de la Gaîté-Montparnasse
- 1999 : Raisons de famille de Gérald Aubert, mise en scène Gildas Bourdet, Théâtre Hébertot
- 2000 : Raisons de famille de Gérald Aubert, mise en scène Gildas Bourdet, La Criée
- 2001 : Raisons de famille de Gérald Aubert, mise en scène Gildas Bourdet, La Criée, tournée
- 2002 : Clémence, à mon bras de Pierre Notte et Maladie de Tanguy Viel, Lecture Festival d'Avignon
- 2003 : Images d'Armando Llamas, lecture, Théâtre Ouvert
- 2004 : Entre courir et voler y a qu'un pas papa de Jacques Gamblin, mise en scène Claude Baqué, Théâtre de la Commune, tournée
- 2005 : Entre courir et voler y a qu'un pas papa de Jacques Gamblin, tournée
- 2006 : Entre courir et voler y a qu'un pas papa de Jacques Gamblin, tournée
- 2007 : Confidences trop intimes de Jérôme Tonnerre, mise en scène Patrice Leconte, Théâtre de l'Atelier
- 2007 : Les Diablogues de Roland Dubillard, mise en scène Anne Bourgeois, Nouveau théâtre d'Angers, Théâtre du Rond-Point, tournée
- 2008 : Les Diablogues de Roland Dubillard, mise en scène Anne Bourgeois, Théâtre National de Nice, Théâtre du Jeu de Paume, CDDB-Théâtre de Lorient, Maison de la Culture de Bourges, Théâtre du Rond-Point, Le Quartz, tournée
- 2008 : Léger au front de Fernand Léger, mise en scène collective Patrice Alexandre, David Chaillou, Jacques Gamblin, La Comète Châlons-en-Champagne
- 2009 : Les Diablogues de Roland Dubillard, mise en scène Anne Bourgeois, Théâtre des Célestins, Théâtre national de Toulouse Midi-Pyrénées, tournée
- 2010 : Tout est normal, mon cœur scintille de Jacques Gamblin, mise en scène Anne Bourgeois, Maison de la Culture Amiens, tournée
- 2010 : La nuit sera calme de Romain Gary, mise en scène Jacques Gamblin, Le Creusot
- 2011 : Tout est normal, mon cœur scintille de Jacques Gamblin, mise en scène Anne Bourgeois, Théâtre du Rond-Point, tournée
- 2011 : Gamblin jazze, de Wilde sextete montage de textes par Jacques Gamblin, musique Laurent de Wilde, concert jazz, Festival Jazz sous les Pommiers à Coutances
- 2012 : Tout est normal, mon cœur scintille de Jacques Gamblin, mise en scène Anne Bourgeois, Nouveau théâtre d'Angers, tournée
- 2012 : Gamblin jazze, de Wilde sextete montage de textes par Jacques Gamblin, musique Laurent de Wilde, concert jazz, Nouveau théâtre d'Angers, tournée
- 2012 : Gamblin jazze, de Wilde sextete montage de textes par Jacques Gamblin, musique Laurent de Wilde, concert jazz, Théâtre 71 à Malakoff, tournée
- 2012 : La nuit sera calme de Romain Gary, mise en scène Jacques Gamblin, tournée
- 2015 : Participation au conte musical écologique Les Symphonies Subaquatiques aux côtés de Agnès Jaoui, Marianne James, Dominique A et Kent. Un livre-disque paru aux Éditions des Braques dans lequel il chante et joue le rôle d'un mérou saxophoniste de jazz.
- 2015 : 1 heure 23’14” et 7 centièmes de Jacques Gamblin et Bastien Lefèvre, tournée scènes nationales
- 2015 : Ce que le djazz fait à ma djambe ! de Jacques Gamblin, Théâtre du Rond-Point
- 2016 - 2017 : Ce que le djazz fait à ma djambe ! de Jacques Gamblin, Théâtre de l'Atelier et tournée
- 2017 : Je parle à un homme qui ne tient pas en place de Jacques Gamblin, tournée
- 2018 : Je parle à un homme qui ne tient pas en place de Jacques Gamblin, Théâtre du Rond-Point et tournée
- 2021 : Harvey de Mary Chase, mise en scène Laurent Pelly, Théâtre national populaire
- 2022 : HOP ! de Raphaëlle Delaunay et Jacques Gamblin, mise en scène Raphaëlle Delaunay et Jacques Gamblin, tournée

### Auteur
- 1991 : Quincailleries
- 1997 : Le Toucher de la hanche
- 2004 : Entre courir et voler y a qu'un pas papa
- 2010 : Tout est normal, mon cœur scintille
- 2015 : 1 heure 23’14” et 7 centièmes
- 2016 : Ce que le djazz fait à ma djambe !
- 2017 : Je parle à un homme qui ne tient pas en place
- 2022 : HOP !

## Livres audio
- 2004 : L'enjeu de Jack London
- 2014 : Les symphonies subaquatiques de Valérie Bour et Sophie Bernado
- 2015 : Pierre et le Loup, Éditions Milan et orchestre Victor Hugo Franche-Comté
- 2016 : Les rôles de ma vie de Michel Galabru
- 2019 : Tous les hommes n'habitent pas le monde de la même façon de Jean-Paul Dubois
- 2019 : Le Livre de la jungle de Rudyard Kipling
- 2020 : Le Carnaval (gastronomique) des animaux, Editions Milan et Orchestre Victor Hugo Franche-Comté

## Spectacle
- 2017 : Un trésor au bout du monde, parcours spectacle immersif au Manoir du Tourp [10], parcours spectacle permanent

## Radio
- 2019 : Les Grandes Espérances de Charles Dickens. Adaptation Sylvie Granotier, réalisation Juliette Heymann. Fictions/Le feuilleton France Culture (10 épisodes)[11]

## Distinctions

### Décorations
- Commandeur de l'ordre des Arts et des Lettres (2020)[12]
  -  Officier de l'ordre des Arts et des Lettres (2011)[13]

### Récompenses

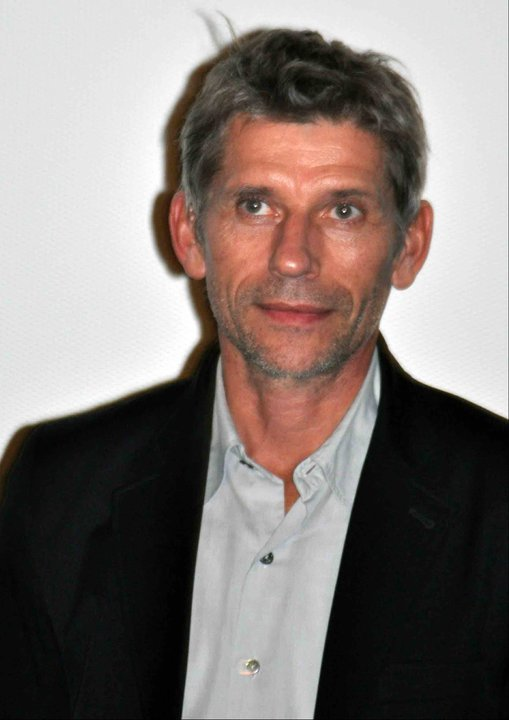
Jacques Gamblin en 2010 à l'avant-première du film Le Nom des gens.

- Prix SACD 1995 : Prix Nouveau Talent Théâtre de la SACD
- Berlinale 2002 : Ours d'argent du meilleur acteur pour Laissez-passer
- Festival de la fiction TV de Saint-Tropez 2003 : Meilleur comédien pour Dissonances[14]
- Molières 2018 : Molière du comédien dans un spectacle de théâtre privé pour 1 heure 23'14 et 7 centièmes
- Festival du film de Sarlat 2018 : Prix d'interprétation masculine pour L'Incroyable Histoire du facteur Cheval
- Molières 2022 : Molière du comédien dans un spectacle de théâtre public pour Harvey

### Nominations
- César 1997 : César du meilleur acteur dans un second rôle pour Pédale douce
- Molières 2000 : Molière du comédien pour Raisons de famille
- Molières 2007 : Molière du comédien pour Confidences trop intimes
- César 2009 : César du meilleur acteur pour Le Premier Jour du reste de ta vie
- César 2011 : César du meilleur acteur pour Le Nom des gens
- Molières 2018 : Molière seul(e) en scène pour Je parle à un homme qui ne tient pas en place
- Molières 2023 : Molière du comédien dans un spectacle de théâtre public pour HOP !

### Hommage
Depuis 1997, l'acteur est le parrain de la salle de cinéma L'Entracte à Falaise. La salle porte son nom.

## Publications
- Le Toucher de la hanche, Le Dilettante, 1998.
- Entre courir et voler il n'y a qu'un pas papa, Le Dilettante, 2003.
- Je parle à un homme qui ne tient pas en place, Jacques Gamblin et Thomas Coville , correspondances inédites 2014-2016, Éditeur des Équateurs, 2018.
- Mère à l'horizon, Robert Laffont, 2025.

### Documentaire
- 2006 : Jacques Gamblin, l'éternelle quête, documentaire de Jean-Louis Dochez, avec les participations de Bertrand Tavernier, Claude Chabrol, et al., Cityzen television ; documentaire pour la télévision, et sortie DVD, durée 50 min.

### Article de presse
- Pascal Greboval et Lucile Vannier (photogr. Pascal Greboval), « Jacques Gamblin : la Terre, à bras-le-corps », Kaizen,‎ 28 octobre 2016, p. 8-12 (ISSN 2258-4676, lire en ligne)